# Война ведьм
Majo Taisen (яп. 魔女大戦 32人の異才の魔女は殺し合う Мадзё тайсэн Сандзю:ни нин но исай но мадзё ва коросиау) — манга, написанная Хомурой Кавамото и проиллюстрированная Макото Сиодзукой. С октября 2020 года выпускается в журнале Coamix Monthly Comic Zenon.

## Сюжет
Жанна д'Арк, герой Столетней войны, сгорает заживо и переносится в другой мир незадолго до своей смерти. Были женщины, называемые ведьмами, которые совершили великие дела в истории этого мира. Собираются тридцать две ведьмы, и начинается Вальпургиева Ночь (она же Вальпургия, Вальпургиев праздник, Вальпургиев День, Война Тысячи Кровей и т.д), где все ведьмы сразятся друг с другом что бы одна из них (победитель) смогла загадать одно заветное желание, на карту поставлена жадность каждой ведьмы.

## Персонажи
Группа из тридцати двух женщин, выбранных Аграт бат Махлат для участия в Вальпургиевом празднике, должна сразиться друг с другом, чтобы исполнить своё самое заветное желание.

### Ведьмы
Жанна д'Арк (яп. ジャンヌ・ダルク Дзянну Даруку)
Женщина-рыцарь из Франции и одна из ведьм, приглашённых для участия в Вальпургии. Её титул — «Ведьма Ничто», а её желание — «Отречение».
Елизабет Батори (яп. エリザベート・バートリー Эридзабэ:то Ба:тори:)
Одна из ведьм, приглашённых для участия в Вальпургии, имеющая титул «Кровавой ведьмы». Её желанием является «Мучение». Элизабет — дворянка и серийная убийца, иногда её называют «настоящим вампиром» из-за поверья, что она пила и купалась в крови своих жертв.
Томоэ Годзэн (яп. 巴御前 Томоэ Джозень)
Ведьма, приглашённая на Вальпургию, с титулом «Могущественная ведьма», её желание — «Справедливость». Она была онна-бугэйся из позднего периода Хэйан японской истории, служила под началом Минамото-но Ёсинака во время войны Гэмпэй и была частью конфликта, который привел к первому сёгунату.
У Цзэтянь (яп. 武則天 Бусокутэн)
Ведьма, приглашённая на Вальпургию, названная «Ведьмой верховенства», её желание — «Небеса».
Клеопатра (яп. クレオパトラ Курэопатора)
Фараон Египта и одна из ведьм, приглашённых для участия в Вальпургии. Она носила титул «Ведьмы любви», и её желанием была «Истинная любовь».
Химико (яп. 卑弥呼 Химико)
Одна из ведьм, приглашённых для участия в Вальпургии. Она носит титул «Демоническая ведьма», а её желание — «Внимание». Её прежнее имя — Ёги.
Мата Хари (яп. マタ・ハリ Мата Хари)
Одна из ведьм, приглашённых на Вальпургиеву ночь, носит титул «Тайной ведьмы». Её желание на данный момент неизвестно.
Мэри Рид (яп. メアリ・リード Мэари Ри:до)
Британская пиратка и одна из ведьм, приглашённых для участия в Вальпургие, она носит титул «Морской ведьмы», а её желание — «Океаны».
Мария-Антуанетта (яп. マリー・アントワネット Мари: Антованэтто)
Королева Франции и ведьма, приглашённая на Вальпургию, названная «Чистой Ведьмой», её желание — «Контролировать».
Екатерина II (яп. エカチェリーナII世 Экатэри:на ни-сэй)
Императрица Всероссийской империи и одна из ведьм, приглашённых для участия в Вальпургии. Её титул — «Воля ведьмы», а желание — «Подчинить».
Мария Кюри (яп. マリ ･ キュリー Мари Кюри:)
Одна из ведьм, приглашённых для участия в Вальпургии. Она носит титул «Ведьмы Разума», её желание — искать «Истину».
Хуан Юэин (яп. 黄月英 Ко:гэцуэй)
Жена Чжу Гэ Ляна из Троецарствия, которая была приглашена для участия в Вальпургии. Она носит титул «Ведьмы Знаний», её желание — получить больше «Знаний».
Яоя Осити (яп. 八百屋お七 Яоа Ошъичи)
Одна из ведьм, приглашённых для участия в Вальпургие. Она носит титул «Огненная ведьма».
Орихимэ (яп. 織姫 Орихимэ)
Одна из ведьм, приглашённых для участия в Вальпургие. Она носит титул «Звёздная ведьма». Она не легендарная Орихимэ из народной сказки Танабата, а обычная современная певица-идол, которая за неё себя выдаёт.
Бонни Паркер (яп. ボニー・パーカー Бони: Па:ка:)
Одна из ведьм, приглашённых для участия в Вальпургии. В XX веке она и её муж Клайд Барроу были известны как одни из величайших воров, беглецов и грабителей в Соединенных Штатах.
Мона Лиза (яп. モナ・リザ Мона Ридза)
Одна из ведьм, приглашённых для участия в Вальпургии. Это женщина, изображённая на одноименной картине Леонардо да Винчи, и у неё есть особенность выглядеть по-разному для разных людей.
Агата Кристи (яп. アガサ・クリスティ Агаса Курис:ти)
Одна из ведьм, приглашенных для участия в Вальпургии. Англосакская писательница первой половины XX-го века. Имеет звание «Ведьма Тайны».
Изабель Чейн (яп. イザボー・シェイネ Изабо Шейне)
Одна из ведьм, приглашенных для участия в Вальпургие. Во времена бойни во франции она не скрывалась и прямо заявляла что является ведьмой. Её прозвище «Ведьма Зла», её желание на данный момент неизвестно.
Им Вин Чунг (яп. 嚴詠春 Гэнъэйсюн)
Одна из ведьм, приглашённых для участия в Вальпургии. Она носит титул «Ведьмы боевых искусств», и её желание на данный момент неизвестно. Она также является членом группы «Молот», возглавляемой Матой Хари.
Анна Павлова (яп. アンナ・パヴロワ Анна Павурова)
Одна из ведьм, приглашённых для участия в Вальпургии. Русская артистка балета, прима-балерина Мариинского театра в 1906—1913 годах, одна из величайших балерин XX-го века, а также «Ведьмы танца».
Лакшми Баи (яп. ラクシュミー・バーイー Ракусуми бай)
Одна из ведьм, приглашенных для участия в Вальпургии. Государыня и национальный герой Джханси, одна из вождей мятежа сипаев, и следствено символ борьбы Бхарата против деспотов Раджа.
Ю Сасаки (яп. 佐々木 累 Сасаки Рюй)
Одна из ведьм, приглашенных для участия в Вальпургии. женщина-мастер с кэндзюцу в начале периода Эдо. Она была известна как «Странно одетая женщина-мастер меча», и ее желание в настоящее время неизвестно.
Павличенко, Людмила Михайловна (яп. リュドミラ・パヴリチェンコ)
Одна из ведьм, приглашенных для участия в Вальпургии.
Мурасаки Сикибу (яп. 紫式部 Сасаки Рюй)
Японская поэтесса и писательница периода Хэйан, автор романа «Повесть о Гэндзи», дневника и собрания стихотворений, а такжо одна из ведьм участвующих в Вальпургиевом празднике.
Ян-гуйфэй (яп. 楊貴妃)
Одна из ведьм, приглашенных для участия в Вальпургии.
Корде, Шарлотта (яп. シャルロット・コルデー)
Одна из ведьм, приглашенных для участия в Вальпургии.
Эрхарт, Амелия (яп. アメリア・イアハート)
Одна из ведьм, приглашенных для участия в Вальпургии.
Моцарт, Мария Анна (яп. マリア・アンナ・モーツァルト)
Одна из ведьм, приглашенных для участия в Вальпургии.
Комацухимэ (яп. 小松姫)
Одна из ведьм, приглашенных для участия в Вальпургии.
Зенобия (яп. ゼノビア Дзэнобиа)
Ведьма, приглашённая на Вальпургиеву ночь. Она была царицей Пальмиры. Объявила о независимости от Римлян, однако вскоре её войска были разбиты, а сама она пленена. За это она была прозванная «Ведьмой войны», её желания на данный момент неизвестны.
Монвуазен, Катрин (яп. ラ・ヴォワザン)
Одна из ведьм, приглашенных для участия в Вальпургии.
Найтингейл, Флоренс (яп. フローレンス・ナイチンゲール)
Одна из ведьм, приглашенных для участия в Вальпургии.

### Демоны
Аграт бат Махлат (яп. アグラット・バット・マハラト Агуратто Батто Махарато)
Царица демонов и хозяйка Вальпургиева турнира.
Лилит (яп. リリス Рирису)
Демоница, служащая Королеве Демонов Аграт бат Махлат. Она и Лилим были ответственны за передачу приглашений Ведьмам и их транспортировку к Аграт.
Лилим (яп. リリム Ририму)
Демоница, служащая Королеве Демонов Аграт бат Махлат. Она и Лилит были ответственны за передачу приглашений Ведьмам и их транспортировку к Аграт.
Лилиту (яп. リリートゥ Рири:ту)
Комментатор Вальпургии.
Вувер (яп. ブベル Бубэру)
Демоница исцеления, работает в лазарете Вальпургиева турнира. Само существо является марийским аналогом вубара.
Кискилл-Лилла (яп. キスキル＝リラ Кусукиру Рира)
Демоница под Аграт. Анализирует и объясняет силу ведьм.
Лилия (яп. リリー Ри:ори)
Демоница обвинявшееся в нападении на Агату Кристи.
Химера (яп. キメラ Кимэра)
Демон-чудовище призваное Лилит и Лилим, для ликвидации Марии Антуанеты.

### Другие персонажи
Марш (яп. マーシュ Ма:сю)
Служанка в семье Элизабет Батори.
Цинь Шихуанди (яп. 秦始皇 Сико:тэй)
Первый император Китая.
Ли Тянь (яп. 李天 Ри Тэн)
Близкий друг У Цзэтянь после того, как она переехала в его деревню.
Энн Бонни (яп. アン・ボニー Ан Бони:)
Лучшая подруга Мэри Рид до того, как она ее предала.
Мария Терезия (яп. マリア・テレジア Мариа Тэрэдзиа)
Правительница владений Габсбургов, она была сувереном Австрии, Венгрии, Хорватии, Богемии, Трансильвании и т. д. Мать ведьмы Марии-Антуанетты.
Григорий Потёмкин (яп. グリゴリー・ポチョムキン Гуригори Почомукин)
Любовник Екатерины II и один из зрителей.

## Публикация
Написанная Хомурой Кавамото и проиллюстрированная Макото Сиодзукой, Majo Taisen начала издаваться в ежемесячном журнале Zenon издательства Coamix 24 октября 2020 года. Coamix собрала свои главы в отдельные танкобоны. Первый том был выпущен 18 июня 2021 года. По состоянию на 19 марта 2024 года было выпущено девять томов.
Манга публикуется в цифровом формате на английском языке компаниями Coamix и MangaHot с декабря 2022 года. В июне 2024 года издательство Yen Press объявило, что лицензирует серию для публикации на английском языке, начиная с ноября того же года
Манга также лицензирована во Франции компанией Pika Édition.

### Тома
| №  | Оригинальное издание | Оригинальное издание   | Издание на русском | Издание на русском     |
| №  | Дата публикации      | ISBN                   | Дата публикации    | ISBN                   |
| -- | -------------------- | ---------------------- | ------------------ | ---------------------- |
| 1  | 18 июня 2021 г.      | ISBN 978-4-86720-242-5 | 19 ноября 2024 г.  | ISBN 979-8-85540-108-0 |
| 2  | 18 сентября 2021 г.  | ISBN 978-4-86720-264-7 | —                  |                        |
| 3  | 20 декабря 2021 г.   | ISBN 978-4-86720-287-6 | —                  |                        |
| 4  | 20 июня 2022 г.      | ISBN 978-4-86720-392-7 | —                  |                        |
| 5  | 20 октября 2022 г.   | ISBN 978-4-86720-431-3 | —                  |                        |
| 6  | 20 февраля 2023 г.   | ISBN 978-4-86720-467-2 | —                  |                        |
| 7  | 20 июля 2023 г.      | ISBN 978-4-86720-525-9 | —                  |                        |
| 8  | 20 ноября 2023 г.    | ISBN 978-4-86720-588-4 | —                  |                        |
| 9  | 19 марта 2024 г.     | ISBN 978-4-86720-628-7 | —                  |                        |
| 10 | 20 июля 2024 г.      | ISBN 978-4-86720-669-0 | —                  |                        |

## Тираж
К июлю 2023 года тираж манги превысил 1 миллион экземпляров.